# 反综合法示威
反综合法示威，或稱反創造就業法示威（Unjuk rasa Undang-Undang Cipta Kerja），是指2020年至2021年印度尼西亚發生的一連串反對印尼政府所实施的《创造就业法》（又稱綜合法）。该法案于2020年10月5日由印尼总统佐科·维多多通过。这也引发了印尼人民的不满，并于2020年1月13日开始爆发示威，最终这场演变中造成至少204人受伤及5,918人被捕。
2021年7月，印尼人民代表會議召开会议，总统佐科·维多多宣布撤回《创造就业法》草案。